# Rainer Römer
Rainer Römer (* 14. August 1956 in Würzburg) ist ein deutscher Schlagzeuger, Musikhochschulprofessor und Hörspielautor.

## Leben
Rainer Römer studierte von 1974 bis 1980 an der Hochschule für Musik Würzburg. Seit 1985 ist er Mitglied des Ensemble Modern in Frankfurt am Main. 2004 übernahm er eine Professur an der dortigen Hochschule für Musik und Darstellende Kunst.
Bekannt wurde Römer durch seine Soundinstallationen, Hörspielmusiken und Hörstücke. Sein Stück Oberman nach Étienne Pivert de Senancour wurde im März 2006 als Hörspiel des Monats von der Deutschen Akademie der Darstellenden Künste ausgezeichnet.

## Werke
Hörspiele
- Der Mann in der Menge nach Edgar Allan Poe, Musik und Realisation: Rainer Römer, Produktion SWR 2016 in Zusammenarbeit mit der Popakademie Baden-Württemberg.[3]

Hörstückmusik
- Fantômas ist nicht zu fassen von Stefan Keim und Leonhard Koppelmann, Musik: Rainer Römer, Regie: Leonhard Koppelmann, Produktion: WDR 2012/53’.[4]
- Radio-Tatort Laute und leise weibliche Schreie von Helmut Krausser, Regie: Leonhard Koppelmann, Komposition: Rainer Römer, Produktion: HR 2009.[5]

## Auszeichnungen
- 2002: Intermedium-Award des Bayerischen Rundfunks für das Hörstück ›Staubmarsch‹ (2002, gemeinsam mit Ottmar Hörl und Dietmar Wiesner).[1]

## Belege
1. 1 2  Musikerprofil Rainer Römer, Schlagzeug, Homepage Ensemble Modern, abgerufen am 2. Juni 2016.
2. ↑  Profil Prof. Rainer Römer (Memento vom 2. Juni 2016 im Internet Archive), HfMDK Frankfurt, abgerufen am 2. Juni 2016.
3. ↑  SWR2 Hörspiel-Studio | Spiegel der Stadt (3) Der Mann in der Menge, SWR2 12. April 2016, abgerufen am 2. Juni 2016.
4. ↑  Fantômas ist nicht zu fassen, WDR3 2. Mai 2016, abgerufen am 2. Juni 2016.
5. ↑  Laute und leise weibliche Schreie, radio.ARD.de 8. August 2013, abgerufen am 2. Juni 2016.

| Personendaten    | Personendaten                            |
| ---------------- | ---------------------------------------- |
| NAME             | Römer, Rainer                            |
| KURZBESCHREIBUNG | deutscher Schlagzeuger und Hörspielautor |
| GEBURTSDATUM     | 14. August 1956                          |
| GEBURTSORT       | Würzburg                                 |